# Peltophryne lemur
Peltophryne lemur är en groddjursart som beskrevs av Cope 1869. Peltophryne lemur ingår i släktet Peltophryne och familjen paddor. IUCN kategoriserar arten globalt som akut hotad. Inga underarter finns listade i Catalogue of Life.